# Francis Skene
Francis Skene (* 1704 in Aberdeen; † 13. Februar 1775 im Aberdeen) war von 1753 bis 1775 erster Regius Professor of Natural History am Marischal College, einem der Gründungs-Colleges der University of Aberdeen. Der Lehrstuhl besteht bis heute weiter.

## Leben
Skene wurde als Sohn des Pfarrers von Kinkell, George Skene, und dessen Ehefrau Mary Gordon im Aberdeenshire geboren. Skene arbeitete als Hauslehrer von James Burnett und wurde am 16. März 1734 zum Professor für Philosophie am Marischal College berufen, einem der beiden Gründungscolleges der University of Aberdeen. 1753 wurde das Rotationsverfahren aufgeben, nach welchem jeder Professor reihum die verschiedenen Fächer lehrte. Und obwohl das Fach schon lange in Aberdeen gelehrt wurde, wurde Skene damit erster Professor of Civil and Natural History, dem Lehrstuhl, der später als Regius Professur der University of Aberdeen fortbestehen würde. Neben der Professur führte er eine gut besuchte Arztpraxis in Aberdeen.
Skenes Sohn, George Skene, folgte ihm in der Professur und verließ diese nach fünfzehn Jahren, um sich ganz seiner medizinischen Praxis zu widmen.